# 10061 Ndolaprata
10061 Ndolaprata eller 1988 PG1 är en asteroid i huvudbältet som upptäcktes den 11 augusti 1988 av den amerikanske astronomen Andrew J. Noymer vid Siding Spring-observatoriet. Den är uppkallad efter Ndola de Jesus Veiga Prata.
Asteroiden har en diameter på ungefär 10 kilometer.